# Eisenbahnunfall von Tenga
Der Eisenbahnunfall von Tenga war der rare Fall eines Eisenbahnunfalls, bei dem Teile ein und desselben Zuges einen Auffahrunfall verursachten. Dies geschah am 26. Mai 2002 bei Tenga in Mosambik. 192 Tote und 167 Verletzte waren die Folge.

## Unfallhergang
Der Unfall ereignete sich mit einem Güterzug mit Personenbeförderung, der aus einigen mit 600 Reisenden besetzten Personenwagen und Güterwagen bestand, die Zement geladen hatten. Er verkehrte auf der Bahnstrecke Pretoria–Maputo zwischen Nelspruit (Südafrika) und Maputo (Mosambik). 
Um eine Steigung nahe Tenga, 40 km nordwestlich von Maputo, besser bewältigen zu können, hängte das Personal des Zuges die Güterwagen ab und fuhr zunächst die Personenwagen nach oben. Dort stellten die Bahnmitarbeiter die Wagen in einem Ausweichgleis ab und sicherten sie unzureichend nur durch auf die Gleise gelegte Steine. Die Lokomotive fuhr zurück, um die Güterwagen abzuholen. Währenddessen kamen die Personenwagen ins Rollen und stießen mit dem Restzug aus Lokomotive und Güterwagen zusammen. 